# ورزشگاه بین‌المللی یوکوهاما
ورزشگاه بین‌المللی یوکوهاما، (به ژاپنی: 横浜国際総合競技場, Yokohama Kokusai Sōgō Kyōgi-jō) ورزشگاه نیسان (به ژاپنی: 日産スタジアム, Nissan Sutajiamu) یک ورزشگاه فوتبال در یوکوهاما٬ استان کاناگاوا٬ ژاپن است.

## تصاویر

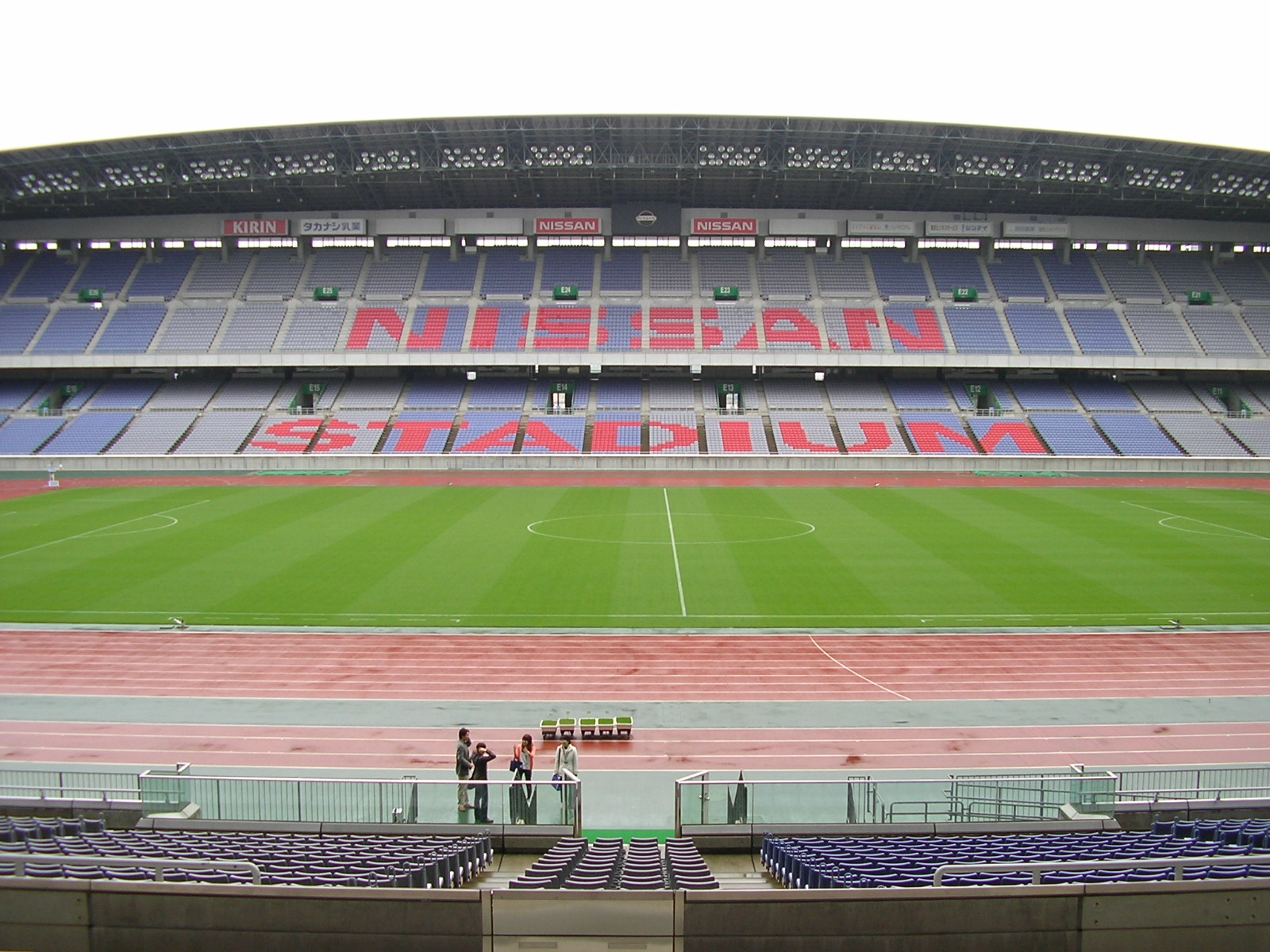
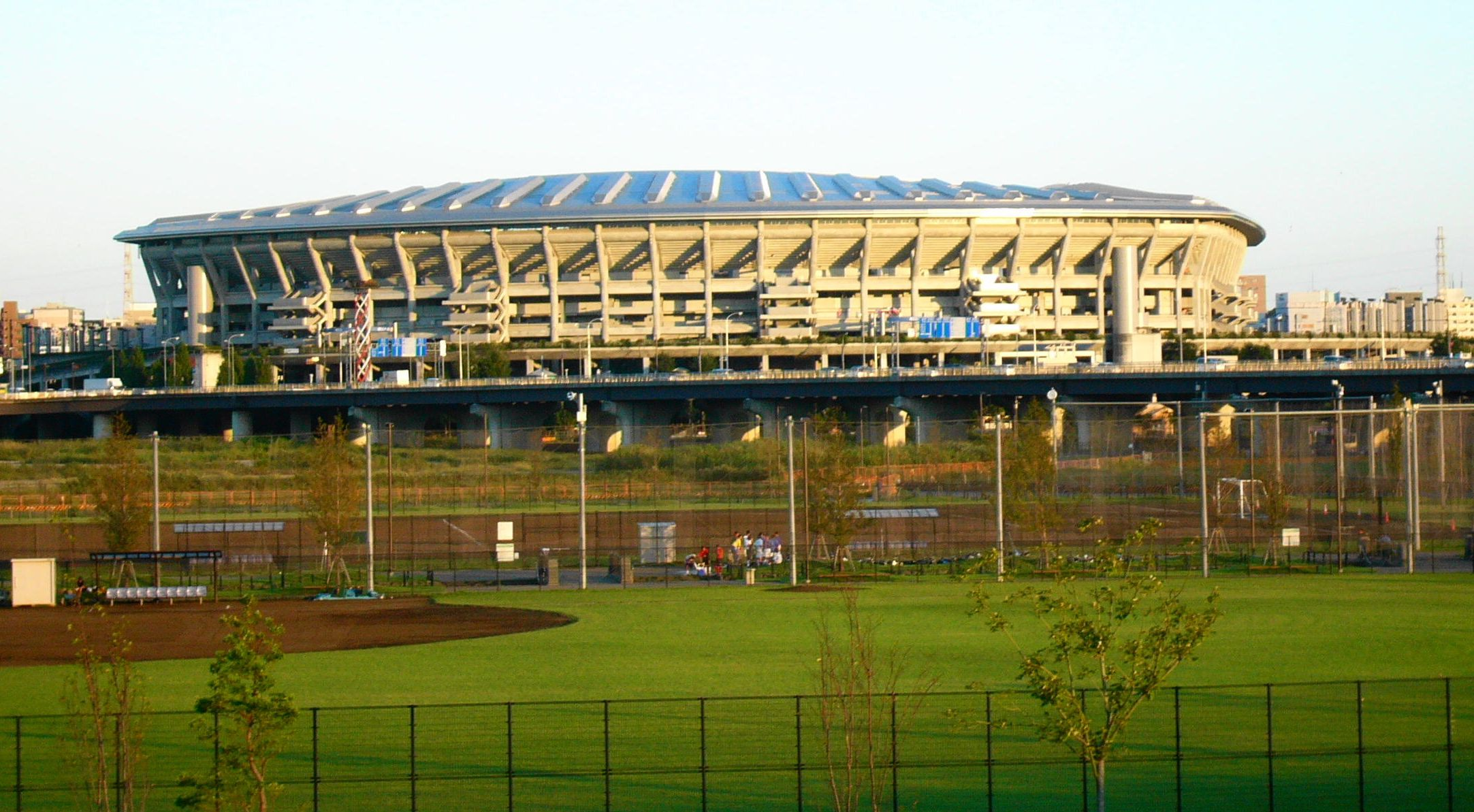
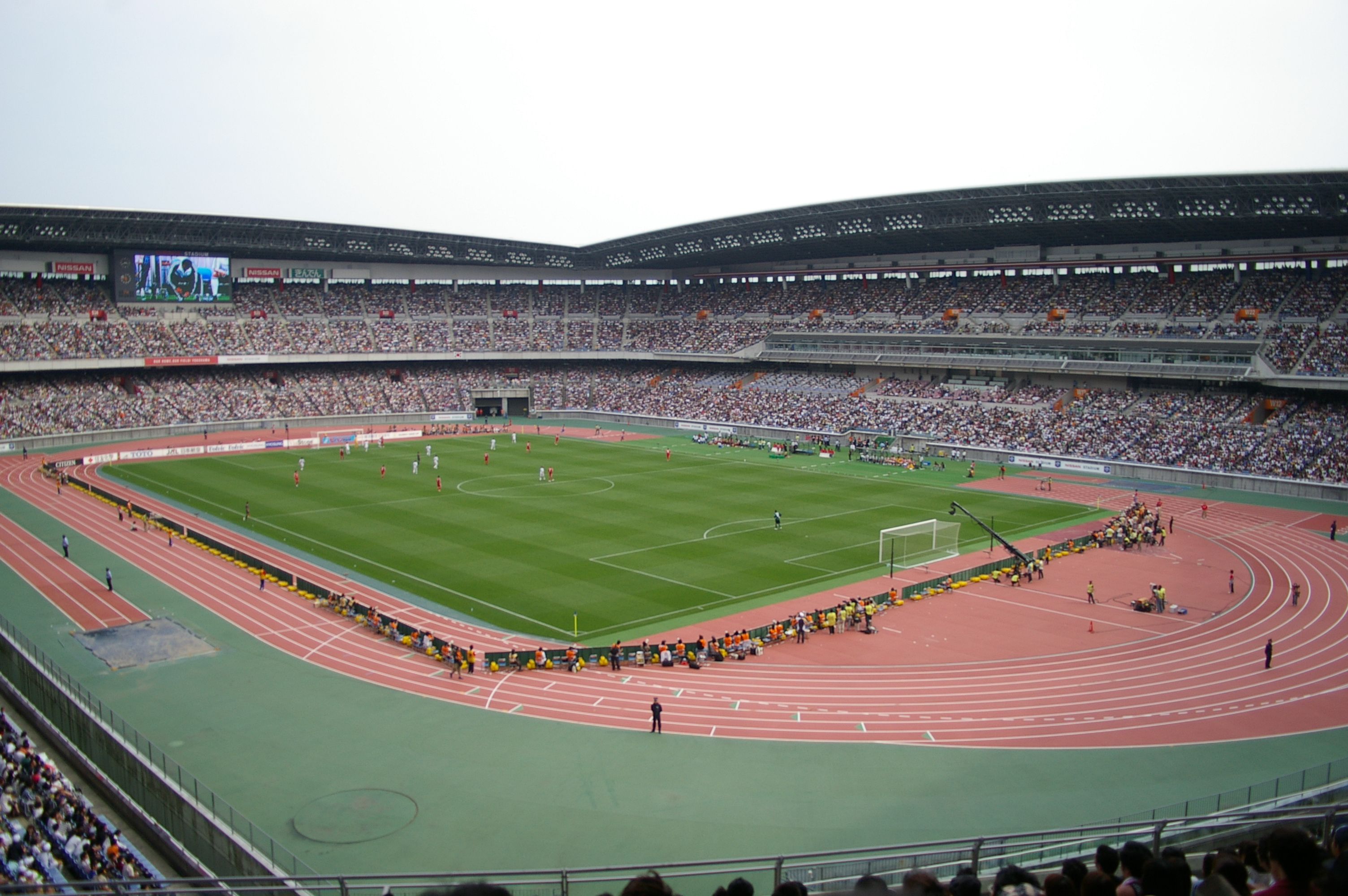

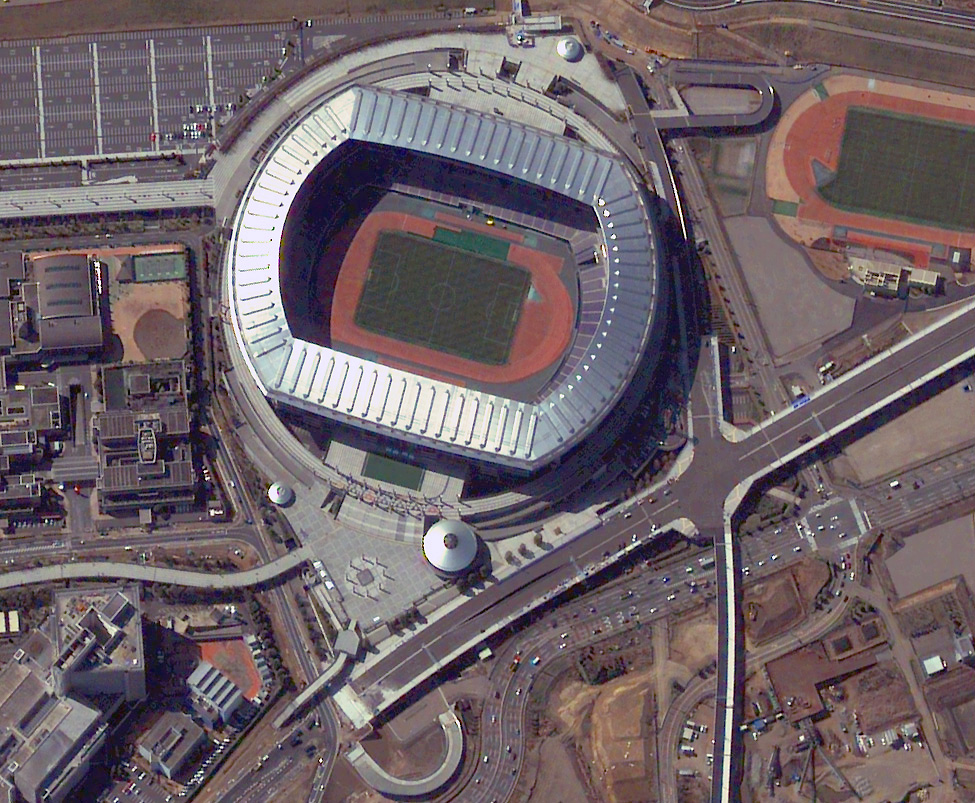
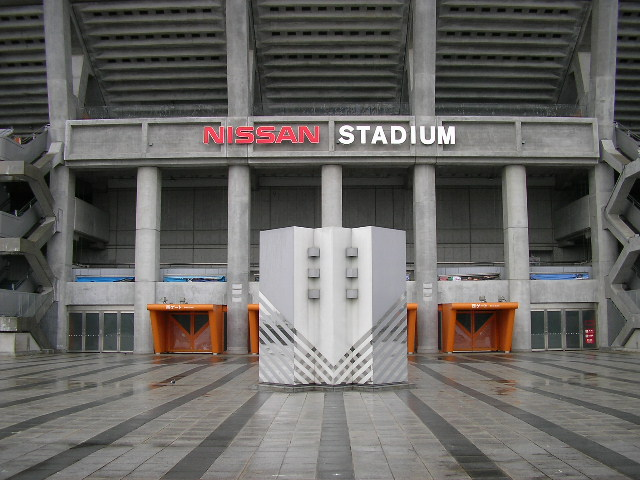
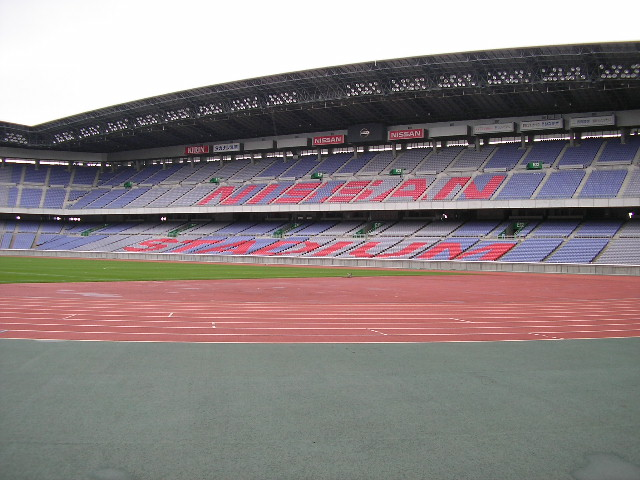

## جام جهانی ۲۰۰۲
ورزشگاه بین‌المللی یوکوهاما یکی از مکانهای برگزاری بازی های جام جهانی ۲۰۰۲ بود. و مسابقات زیر را برگزار کرده
| تاریخ        | تیم ۱         | نتیجه | تیم ۲         | رقابت    |
| ------------ | ------------- | ----- | ------------- | -------- |
| ۹ ژوئن ۲۰۰۲  | ژاپن          | ۰-۱   | روسیه         | (گروه H) |
| ۱۱ ژوئن ۲۰۰۲ | عربستان سعودی | ۳-۰   | جمهوری ایرلند | (گروه E) |
| ۱۳ ژوئن ۲۰۰۲ | اکوادور       | ۰-۱   | کرواسی        | (گروه G) |
| ۳۰ ژوئن ۲۰۰۲ | برزیل         | ۰-۲   | آلمان         | نهایی    |